# Сангин
Сангин (пушту سنگين‎) — город в провинции Гильменд в Афганистане. Население — около 14 000 человек. Расположен в долине реки Гильменд на высоте 888 м над уровнем моря, в 95 км к северо-востоку от Лашкар Гах. Сангин известен как одно из центральных мест опиумной торговли в южной части страны, а также традиционной поддержкой «Талибана». По мнению британской газеты The Guardian, является «самой опасной зоной в Афганистане». В Сангин ведёт шоссе 661.

## НАТО и Талибан
Сангин на протяжении многих лет оставался сложным районом для поддержания порядка международной коалицией и НАТО, что связано со значительной ролью города в производстве афганского опия и с противоборством нескольких местных племён. По данным за 2010 год, Британия потеряла в Сангине почти треть своих военнослужащих, погибших во всей афганской кампании с 2001 года.
В декабре 2015 года возобновились бои за контроль над городом. По заявлению британского министерства обороны, небольшое количество военных специалистов были направлены на базу «Кэмп-Шорабак» в провинции Гильменд в качестве советников. 23 марта 2017 Сангин был захвачен талибами.